# Hoge koning van Ierland
De hoge koningen van Ierland (Iers-Gaelisch: Ard Rí na hÉireann)  waren koningen van Ierland van de prehistorie tot ongeveer 1200 na Christus.
De hoge koningen bezaten meestal slechts geringe politieke macht en waren zelden koning van een verenigd Ierland. Wel hadden zij een belangrijke spirituele en religieuze betekenis. De hoge koningen van de Uí Néill-dynastie regeerden vanuit Tara, nu een ruïne die nog steeds een belangrijke symbolische plaats is voor de Ieren, en die een rol speelt in de Ierse mythologie. De macht van de hoge koning wisselde met de persoon van de koning. Sterke koningen heersten in zekere mate over heel Ierland.
De beroemdste hoge koning van Ierland was Brian Boru die op Goede Vrijdag van het jaar 1014 de Vikingen uit Dublin versloeg, hetgeen het einde betekende van de dominante plaats van de Vikingen. Ondanks de grote overwinning werd Brian na de slag vermoord door een gevluchte Viking. De invasie van Normandische heren uit Engeland luidden het einde van het hoge koningschap in.